# Zhang Qifa
Qifa Zhang (chinesisch 张启发; * 19. Dezember 1953 im Kreis Gong’an, Hubei) ist ein chinesischer Genetiker. Zhang ist der meistzitierte Agrarwissenschaftler aus China und Mitglied der amerikanischen National Academy of Sciences.

## Leben
Qifa Zhang erwarb 1985 seinen Doktorgrad an der University of California, Davis und ist seitdem Professor an der Agraruniversität in Wuhan. Er arbeitet seit Jahrzehnten an der Entschlüsselung des Reisgenoms und entwickelte u. a. den Bt63-Reis.